# Iizuka Yoshihito
Iizuka Yoshihito (sinh ngày 7 tháng 5 năm 2001) là một cầu thủ bóng đá người Nhật Bản.

## Sự nghiệp câu lạc bộ
Iizuka Yoshihito hiện đang chơi cho FC Tokyo.